# Willi Dansgaard
Willi Dansgaard (* 30. August 1922 in Kopenhagen; † 8. Januar 2011 ebenda) war ein dänischer Paläoklimatologe. Er war bis zu seiner Emeritierung 1992 Professor für Geophysik an der Universität Kopenhagen. Er leistete wesentliche Beiträge zur Anwendung von Isotopenuntersuchungen in der Klimaforschung, besonders der Rekonstruktion vergangener Klimaänderungen, und gilt vielen als einer der Begründer der modernen Klimaforschung mittels Eisbohrkernen.
Dansgaard war Mitglied der Königlich Dänischen Akademie für Wissenschaften, der Königlich Schwedischen Akademie der Wissenschaften, der Isländischen Akademie der Wissenschaften, der Dänischen Gesellschaft für Geophysik und der Academia Europaea (1998).

## Studium und Meteorologiske Institut
Dansgaard wuchs in Vesterbro im Zentrum Kopenhagens auf, wo seine Eltern einen Gravurbetrieb hatten. Im Jahr 1947 beendete er sein Studium der Physik, Mathematik und Astronomie an der Universität Kopenhagen. Für seine Abschlussarbeit am biophysikalischen Labor der Universität über die Messung von Röntgenstrahlung wurde er mit einer Goldmedaille ausgezeichnet.
In den Jahren 1947–1951 arbeitete er am dänischen meteorologischen Institut zu den Themen Geomagnetismus und Meteorologie. Im Rahmen dieser Arbeiten verbrachte er 1947–1948 ein Jahr am geomagnetischen Observatorium in Qeqertarsuaq, Ostgrönland. Das Jahr machte einen tiefen Eindruck auf ihn, Grönland sollte ihn nicht mehr loslassen.

## Isotopenuntersuchungen an Niederschlägen
Im Jahr 1951 ging Dansgaard zurück an das biophysikalische Labor, wo er fortan für den Aufbau und Betrieb der Massenspektrometrie zuständig war. Er entwickelte ein Massenspektrometer zur Isotopenuntersuchung von Wasser. Im Juni 1952 gelang ihm die Entdeckung eines Zusammenhangs zwischen der Isotopenzusammensetzung von Regenwasser und Temperaturen in den Regenwolken. Sie prägte seine weitere Laufbahn und war Grundstein für einen seiner entscheidenden wissenschaftlichen Beiträge – die „vielleicht einzige gute Idee, die ich jemals hatte“, wie er schrieb: aus den Verhältnissen stabiler Isotope in Niederschlagswasser, darunter auch in Schnee- und Eisschichten (bei denen es sich um vergangene Niederschläge handelt), auf vergangene Klimabedingungen zurückzuschließen (→ Klimaproxy).

Linearer Zusammenhang der Jahresdurchschnittswerte von δ^{18}O und Temperatur an verschiedenen Orten, nach Daten von Dansgaard

In den nächsten zwölf Jahren ließ sich Dansgaard Wasserproben aus vielen Teilen der Welt zusenden. Er unternahm auch selbst Forschungsreisen nach Grönland, um weitere Proben aus Schnee und Eisbergen zu gewinnen: 1958 nahm er an einer Grönlandexpedition des Arctic Institute of North America teil, im selben Jahr fuhr er mit norwegischen Forschern vier Monate die Westküste Grönlands entlang. Die Analyse dieser Proben war Gegenstand seiner Promotionsarbeiten, die er 1961 an der Universität Kopenhagen abschloss, und seines 1964 veröffentlichten, als Meilenstein der Geophysik bezeichneten Fachartikels Stable isotopes in precipitation.
Der US-amerikanische Geochemiker Harmon Craig hatte 1961 einen linearen Zusammenhang zwischen den Isotopenverhältnissen δ18O und δD in Niederschlägen angegeben, die meteoric water line. Dansgaard definierte den Y-Achsenabschnitt als Deuteriumüberschuss und untersuchte dessen Abhängigkeit von geographischen Parametern wie Breitengrad, Höhe, Entfernung von der Küste und Niederschlagsmenge. Er war der Erste, der den Deuteriumüberschuss in Gletschereis im Vergleich zum typischen 18O-2H Verhältnis in den Weltmeeren (→ SMOW) bemerkte. Für δ18O gab Dansgaard einen für den Nordatlantikraum gültigen linearen Zusammenhang mit der Temperatur an. Er fand heraus, dass die Unterschiede im Verhältnis zwischen Deuterium und gewöhnlichem Wasserstoff in der Temperatur des Wassers und der weltweit durchschnittlichen Luftfeuchtigkeit begründet liegen.

## Eisbohrkernforschung
Im Jahr 1964 hielt sich Dansgaard im US-amerikanischen Camp Century, Nordostgrönland, auf und erfuhr von einem Programm des U. S. Cold Regions Research and Engineering Laboratory (CRREL), dessen Ziel es war, den grönländischen Eisschild zu durchbohren (→ Project Iceworm). Er begann 1967, in Kooperation u. a. mit dem amerikanischen Glaziologen Chester Langway und dem Schweizer Klimaforscher Hans Oeschger, systematisch die stabilen Isotope des Eisbohrkerns zu untersuchen. Später kam die Isotopenuntersuchung des antarktischen Byrd-Eisbohrkerns hinzu. Das Eis erwies sich als Klimaarchiv, das frühere Sauerstoffisotopenverhältnisse δ18O speichert. Dansgaard und sein Team fanden δ18O-Schwankungen, die auf abrupte, große Klimaänderungen im Verlauf des letzten Glazials hinwiesen. Die Bedeutung dieser Ereignisse wurde damals jedoch noch nicht erkannt.
Im Jahr 1972 wurde Dansgaard Leiter des Geophysikalischen Isotopenlabors der Universität Kopenhagen. Die von Dansgaard geleitete Einrichtung entwickelte sich zu einer weltweit führenden Organisation in der Gewinnung von und Forschung an Eisbohrkernen. Die dort entwickelte Bohrtechnologie ermöglichte in den folgenden Jahren, neben den Projekten bis 1992 unter Dansgaards Beteiligung, auch später noch die bedeutenden europäischen Eisbohrkernprojekte EPICA und NGRIP. Damit wurde der Grundstein für die Rekonstruktion der Zusammensetzung der Atmosphäre, der Temperatur- und Niederschlagsschwankungen und das bessere Verständnis des Klimas bis in das mittlere Pleistozän vor etwa 1 Mio. Jahren gelegt.
Die von Dansgaard mit initiierte Gewinnung des Dye-3-Eiskerns im südlichen Grönland in den Jahren 1979–1981 war das erste aus klimawissenschaftlichen Motiven durchgeführte Eisbohrkernprojekt. In mehr als 80 Veröffentlichungen wurden die Ergebnisse des Projektes behandelt, mit ihm gelang der Eisbohrkernforschung der Durchbruch zu weltweiter wissenschaftlicher Aufmerksamkeit. Besonders auffällig waren abrupte, einige hundert Jahre währende Schwankungen, die den – bis dahin nicht weiter beachteten – Schwankungen im Eis aus der Camp Century-Bohrung ähnelten. Hans Oeschger fand zudem eine Korrelation in Schweizer Seesedimenten.  Diese Klimaschwankungen der vergangenen ca. 100.000 Jahre, die vor allem für den Nordatlantikraum sichtbar wurden, wurden als Dansgaard-Oeschger-Ereignisse bekannt.
Von 1989 bis zu seiner Pensionierung 1992 trieb Dansgaard weitere Eisbohrkernprojekte voran, darunter das europäische Greenland Ice Core Project (GRIP), das auf dem höchsten Punkt des Eisschildes durchgeführt wurde und einen Blick 105.000 Jahre zurück, bis fast in die Eem-Warmzeit, ermöglichte.

## Ehrungen
- Tyler-Preis für Umweltforschung, 1996, mit Hans Oeschger und Claude Lorius
- Crafoord-Preis der Königlich Schwedischen Akademie der Wissenschaften, 1995, „für fundamentale Arbeit an der Entwicklung und Anwendung isotoper geologischer Analysemethoden für das Studium klimatischer Variationen während des Quartärs“
- Seligman-Kristall der Internationalen Gesellschaft für Glaziologie, 1976
- Vega-Medaille der Schwedischen Gesellschaft für Geographie und Anthropologie, 1975

## Veröffentlichungen (Auswahl)
- Niels-Bohr-Institut , Universität Kopenhagen (Hrsg.): Frozen Annals, Greenland Ice Sheet Research. 2005 (ku.dk [PDF; 6,8 MB] autobiographisches Buch über die Erforschung des grönländischen Eisschildes und Eisbohrkernforschung).
- mit S. J. Johnsen, H. B. Clausen, D. Dahl-Jensen, N. S. Gundestrup, C. U. Hammer, C. S. Hvidberg, J. P. Steffensen, A. E. Sveinbjörnsdottir, J. Jouzel, G. Bond: Evidence for general instability of past climate from a 250-kyr ice-core record. In: Nature. Juli 1993, doi:10.1038/364218a0.
- mit S. J. Johnsen, H. B. Clausen, D. Dahl-Jensen, N. Gundestrup, C. U. Hammer, H. Oeschger: North Atlantic climatic oscillations revealed by deep Greenland ice cores. In: James E. Hansen, Taro Takahashi (Hrsg.): Climate Processes. 1984, doi:10.1029/GM029p0288.
- mit H. B. Clausen, N. Gundestrup, C. U. Hammer, S. F. Johnsen, P. M. Kristinsdottir, N. Reeh: A new Greenland deep ice core. In: Science. Dezember 1982, doi:10.1126/science.218.4579.1273 (zum Eiskernprojekt an der Dye-3-Station, beschreibt abrupte Klimaschwankungen, die als Dansgaard-Oeschger-Ereignisse bekannt wurden).
- mit S. J. Johnsen, N. Reeh, N. Gundestrup, H. B. Clausen, C. U. Hammer: Climatic changes, Norsemen and modern man. In: Nature. Mai 1975, doi:10.1038/255024a0.
- mit S. J. Johnsen, H. B. Clausen, C. C. Langway: Climatic record revealed by the Camp Century ice core. In: K. Turekian, Richard Foster Flint (Hrsg.): The Late Cenozoic Glacial Ages. Yale University Press, 1971 (Ergebnisse seiner Untersuchungen am Camp Century-Eisbohrkern).
- Stable isotopes in precipitation. In: Tellus. November 1964, doi:10.1111/j.2153-3490.1964.tb00181.x.
- Universität Kopenhagen (Hrsg.): The isotopic composition of natural waters : with special reference to the Greenland Ice Cap. 1961, OCLC 313298583 (Dansgaards Dissertation).
- The O18-abundance in fresh water. In: Geochimica et Cosmochimica Acta. Dezember 1954, doi:10.1016/0016-7037(54)90003-4 (enthält schon die Idee, aus Gletschereis die Isotopenzusammensetzung vergangener Niederschläge zu gewinnen und damit Informationen über vergangene Klimaverhältnisse).
- The Abundance of O18 in Atmospheric Water and Water Vapour. In: Tellus. November 1953, doi:10.1111/j.2153-3490.1953.tb01076.x.